# Bergouey (Pyrénées-Atlantiques)
Pour les articles homonymes, voir Bergouey (homonymie).
Bergouey est une ancienne commune française du département des Pyrénées-Atlantiques. Le 1er janvier 1973, la commune fusionne avec Arancou et Viellenave-sur-Bidouze pour former la nouvelle commune de Bergouey-Arancou-Viellenave. Le 15 novembre 1977, la commune d'Arancou est rétablie et Bergouey fait désormais partie de Bergouey-Viellenave.

## Géographie
Bergouey fait partie du Lauhire, dans la province basque de Basse-Navarre.

## Toponymie
Le toponyme Bergouey apparaît sous les formes 
Bergui (vers 982, cartulaire de Saint-Sever), 
Bergoy (1286, rôles gascons), 
Bergoi (XIIIe siècle, collection Duchesne volume CXIV), 
Bergoey (1397, notaires de Navarrenx) et 
Bergoney (1793 ou an II). 
Il pourrait avoir une origine latine.
Son nom gascon est Verguei et son nom basque est Burgue.

## Histoire
La commune de Bergouey faisait partie du duché de Gramont.

## Démographie
| 1793 | 1800 | 1806 | 1821 | 1831 | 1836 | 1841 | 1846 | 1851 |
| ---- | ---- | ---- | ---- | ---- | ---- | ---- | ---- | ---- |
| 339  | 348  | 373  | 403  | 418  | 449  | 460  | 444  | 383  |

| 1856 | 1861 | 1866 | 1872 | 1876 | 1881 | 1886 | 1891 | 1896 |
| ---- | ---- | ---- | ---- | ---- | ---- | ---- | ---- | ---- |
| 363  | 169  | 365  | 340  | 362  | 338  | 324  | 308  | 274  |

| 1901 | 1906 | 1911 | 1921 | 1926 | 1931 | 1936 | 1946 | 1954 |
| ---- | ---- | ---- | ---- | ---- | ---- | ---- | ---- | ---- |
| 354  | 335  | 280  | 224  | 191  | 180  | 184  | 173  | 149  |

| 1962 | 1968 | - | - | - | - | - | - | - |
| ---- | ---- | - | - | - | - | - | - | - |
| 122  | 100  | - | - | - | - | - | - | - |

## Pour approfondir